# Liczba losowa
Liczba losowa – liczba otrzymana jako rezultat działania określonego mechanizmu losującego (na przykład przy rzucaniu kostką do gry, tasowaniu kart, ciągnieniu losów z urny itp.). Można je także uzyskiwać za pomocą specjalnie skonstruowanych urządzeń zwanych generatorami liczb losowych lub przy użyciu odpowiednich programów komputerowych. 
Otrzymywanie liczb prawdziwie losowych (tzn. takich, które faktycznie nie ukrywają w sobie żadnej prawidłowości) jest trudne, dlatego często mówi się o liczbach pseudolosowych, czyli takich, których rozkład ma pewne ukryte regularności, ale nieistotne z punktu widzenia technicznego.
Liczby losowe odgrywają istotną rolę w praktyce. Za pomocą tablic liczb losowych można wybierać na przykład numery dowodów osobistych osób, które uwzględni się w badaniu opinii publicznej czy pobierać próbkę losową z jakiejś zbiorowości ludzi, czy przedmiotów, np. celem badania jakości. Stosuje się je także w statystyce korzystając z  metody Monte Carlo oraz w badaniu wielu procesów rzeczywistych metodami symulacji matematycznej.